# Bądków (Łódź)
Pour les articles homonymes, voir Bądków.
Bądków est une localité polonaise de la gmina et du powiat de Zgierz en voïvodie de Łódź.